# IC 4894
 IC 4894 ist eine Balken-Spiralgalaxie vom Hubble-Typ SBb im Sternbild Teleskop am Südsternhimmel. Sie ist rund 375 Millionen Lichtjahre von der Milchstraße entfernt und hat einen Durchmesser von etwa 100.000 Lichtjahren.

Im selben Himmelsareal befinden sich u. a. die Galaxien IC 4886, IC 4897, IC 4900.
Das Objekt wurde am 31. August 1904 von Royal Harwood Frost entdeckt.